# Městská knihovna Česká Třebová
Městská knihovna Česká Třebová je veřejná knihovna sídlící ve Smetanově ulici čp. 173 v České Třebové. Byla založena v roce 1863. Kromě své hlavní budovy provozuje také pobočku v městské části Parník a má funkci střediskové knihovny, která řídí dalších 12 knihoven v okolních obcích.

## Historie

### Počátky
Podle záznamů okresního archivu byla první knihovna v České Třebové založena v roce 1863. Tehdy vznikl Čtenářský spolek, který také vlastnil skromnou knihovnu. V roce 1874 se tento spolek přeměnil na Občanskou besedu. Z ní se ještě před rokem 1920 vytvořila obecní knihovna. Byla umístěna v přízemí tehdejší dívčí školy na náměstí. Před vznikem veřejné knihovny v České Třebové existovaly knihovny v jednotlivých politických spolcích, řemeslnických sdruženích, byla tu také již zmíněná obecní knihovna.

### Sloučení knihoven za první republiky
Podle knihovního zákona došlo postupně ke sloučení všech existujících knihoven ve městě. Obecní knihovna byla sloučená s knihovnou zdejšího Sokola, který ji dal k dispozici, s řemeslnickou knihovnou, knihovnou strany sociálně demokratické a knihovnou Národní jednoty severočeské. Část knihovního fondu knihovny Národní jednoty severočeské byla rozdělena do českých knihoven v okolních obcích, kde byla převaha německého obyvatelstva. K této reorganizaci došlo v průběhu roku 1922. Na podzim roku 1922 byla českotřebovské veřejnosti předána k užívání Jiráskova veřejná knihovna a čítárna. Své první sídlo nalezla v zadní části přízemní budovy státní reálky, vedle tělocvičny, se vstupem ze školního hřiště. Čtenářům nabízela přibližně 1 700 svazků, jejichž počet v průběhu příštího pololetí vzrostl na 240 knih. V počátcích evidovala knihovna okolo 170 čtenářů. Součástí knihovny byla čítárna s nabídkou řady českých novin a časopisů, revue a žurnálů literárního, kulturního či politického zaměření. K dispozici byly také nejrůznější ročenky, příručky a naučné slovníky. Prvním knihovníkem se stal učitel Antonín Kunst, jenž svěřenou funkci vykonával pětadvacet let.

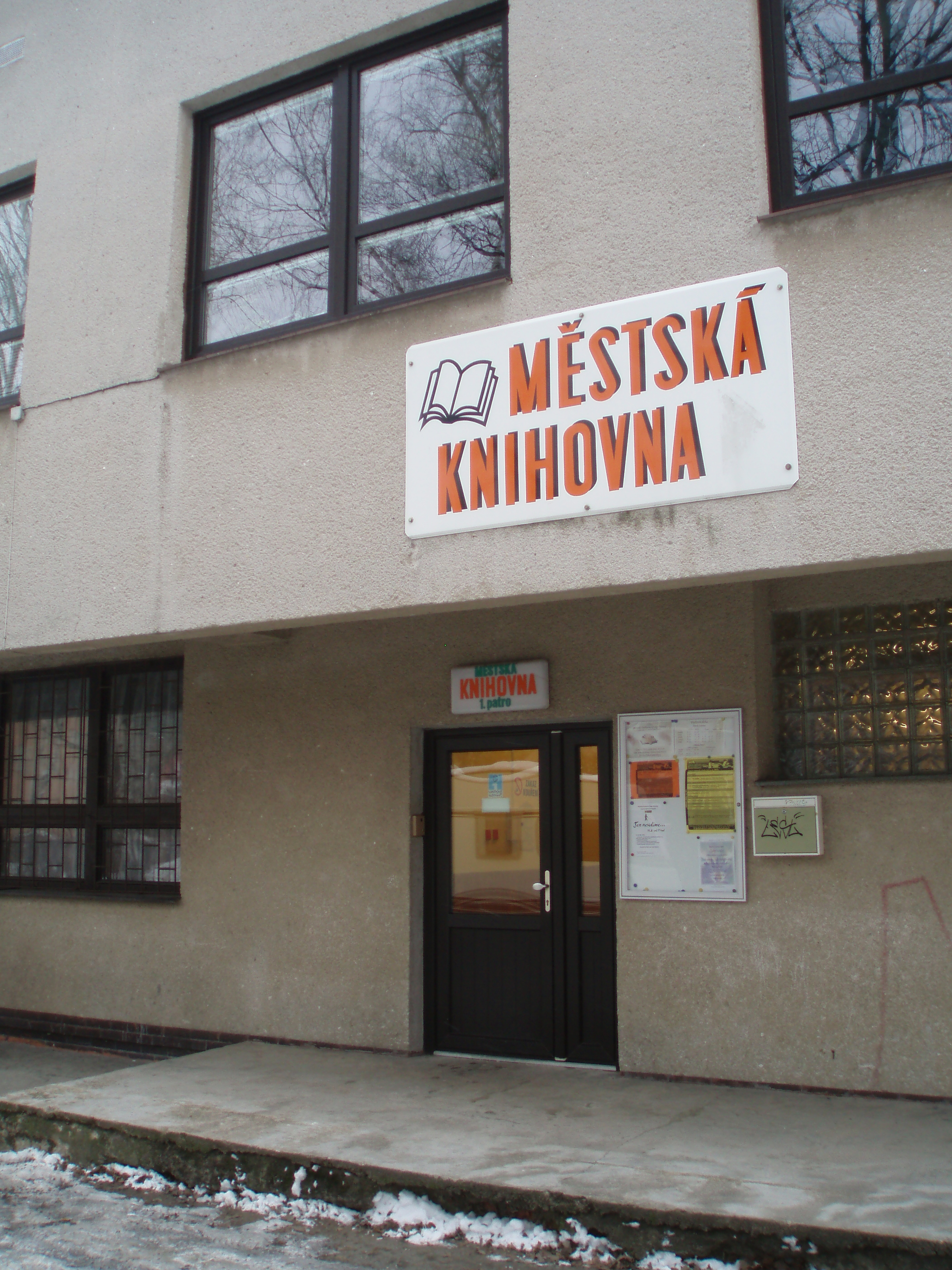
Městská knihovna Česká Třebová
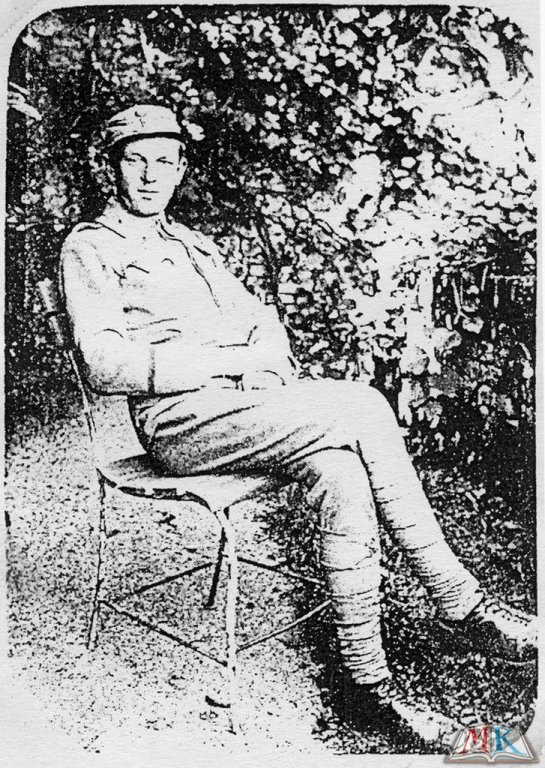
První knihovník Antonín Kunst
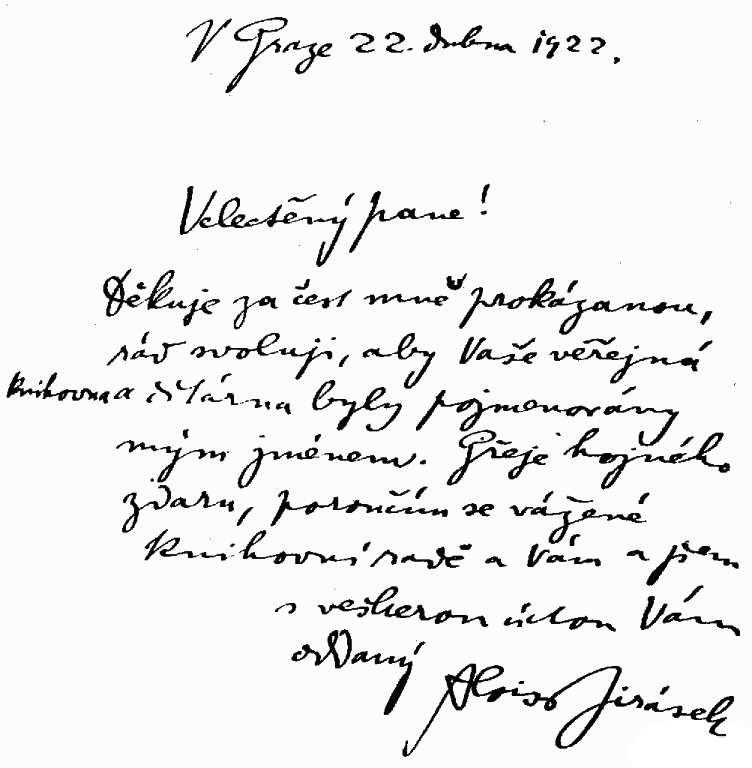
Písemný souhlas A. Jiráska
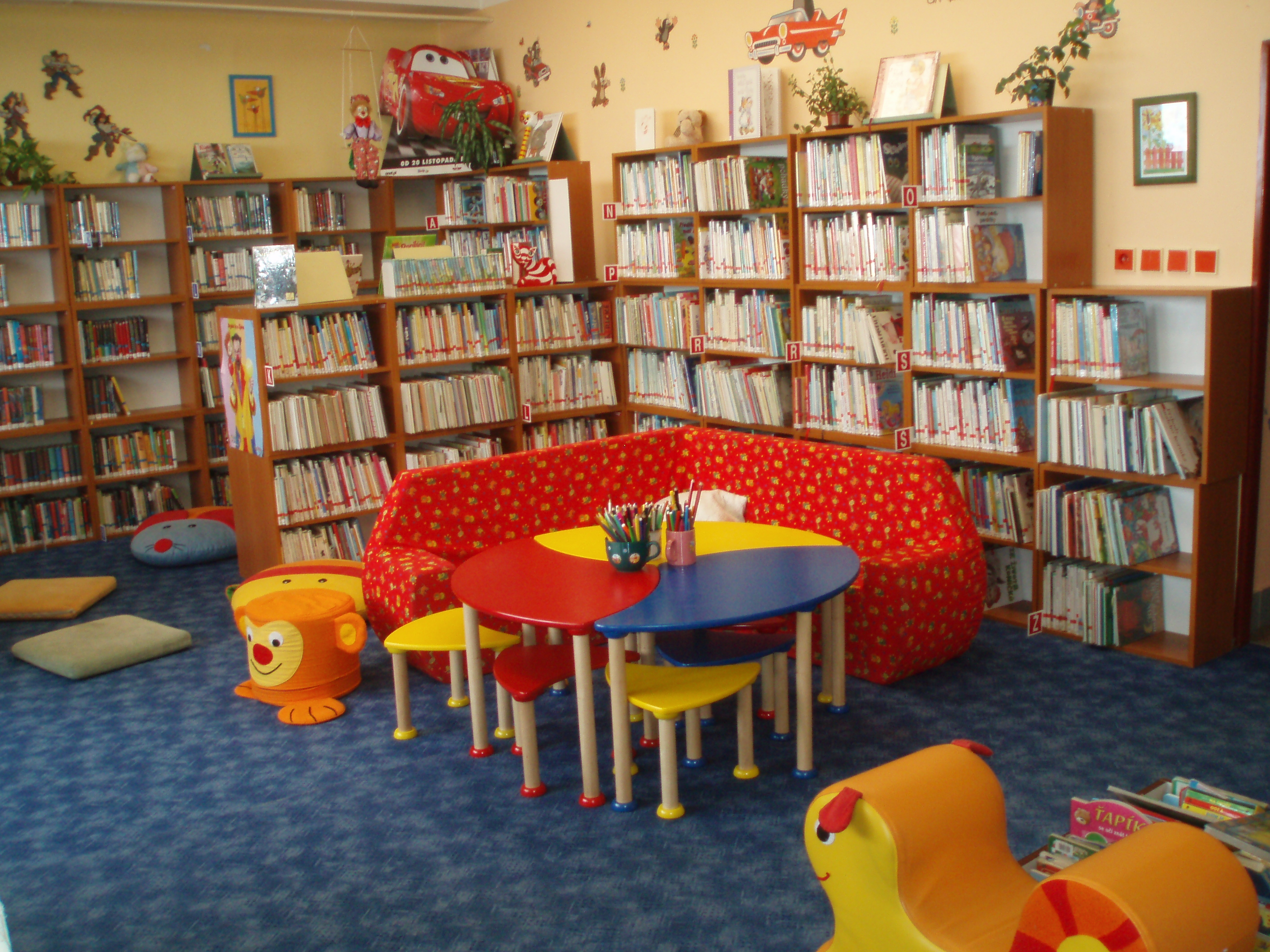
Dětské oddělení v roce 2011
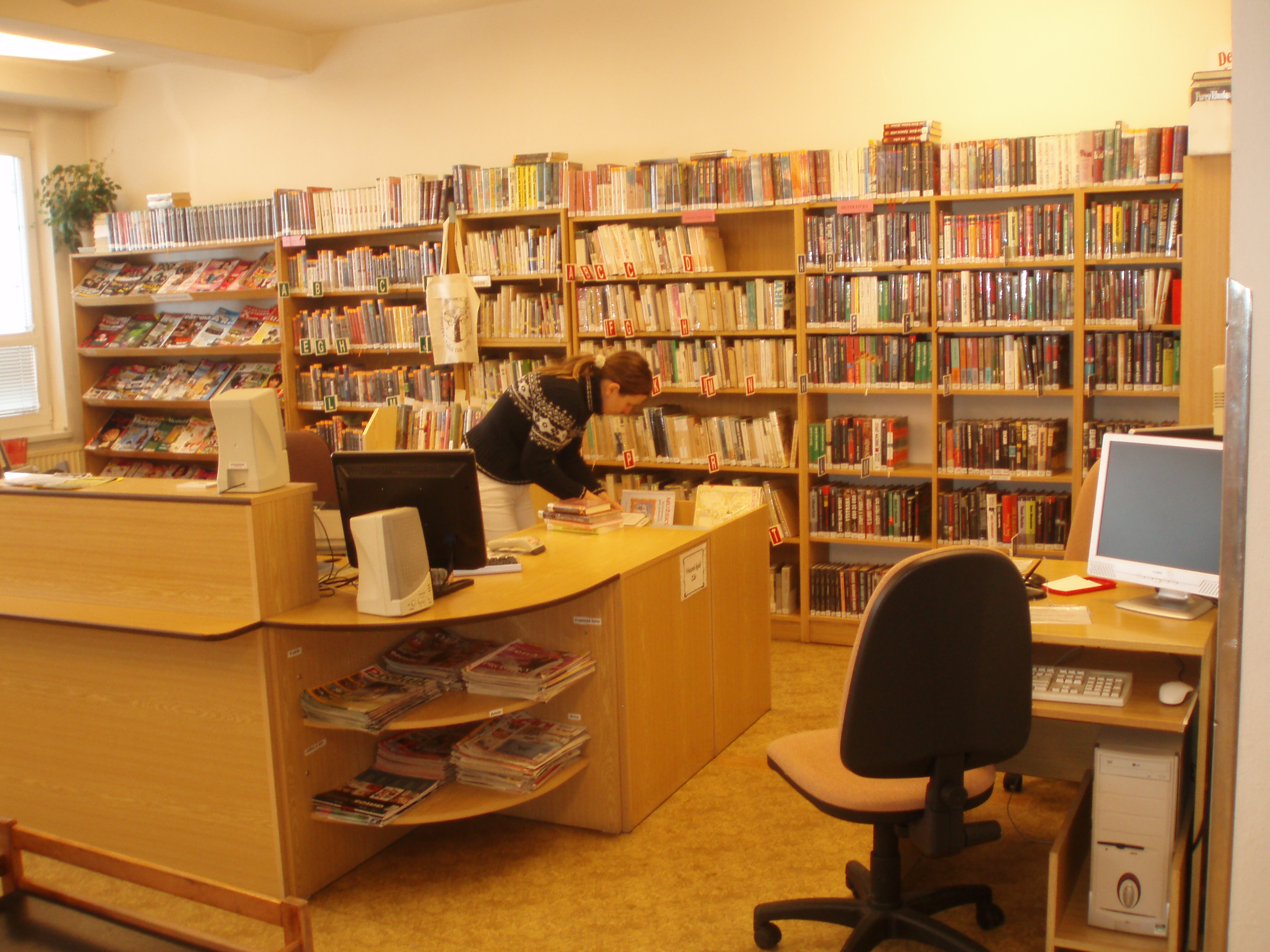
Dospělé oddělení v roce 2011

### Po sametové revoluci až do současnosti
Ve 2. čtvrtletí roku 1998 byla knihovna připojena k internetu. Ve stejném roce byla ukončena 1. etapa přechodu na automatizované zpracování knižního fondu a 1. března byl na dětském oddělení spuštěn automatizovaný výpůjční protokol knihovnického programu LANius. Roku 2005 byla zřízena čítárna a studovna v nově získané přízemní místnosti s bezbariérovým přístupem. Zde byly umístěny také tři počítače sloužící veřejnosti pro připojení k internetu. Později v průběhu roku následovalo oddělení pro dospělé a od ledna 2006 je plně automatizována i pobočka v Parníku. V lednu 2006 spustila knihovna svůj web včetně online katalogu. V témže roce se knihovna zúčastnila soutěže Biblioweb, vyhlašovanou Svazem knihovníků a informačních pracovníků České republiky. Umístila se na 3. místě v kategorie obcí od 15.000 do 35.000 obyvatel, v roce 2008 na druhém místě a v roce 2009 na místě prvním.
V přízemí vzniklo v únoru 2013 nové oddělení Teenspace pro mládež od 11 let. Ti zde mají k dispozici kromě knih, časopisů a komiksů také deskové hry, počítače a XBox. Od roku 2024 také Virtuální realitu.
Chodby knihovny slouží jako prostor pro výstavy fotografií nebo jiných uměleckých děl místních tvůrců. Ke konci roku 2015 byla zvětšena a nově vybavena pobočka Parník. Městská knihovna Česká Třebová od roku 2015 používá otevřený integrovaný knihovní systém Koha, který nahradil dříve užívaný knihovní systém Clavius. 

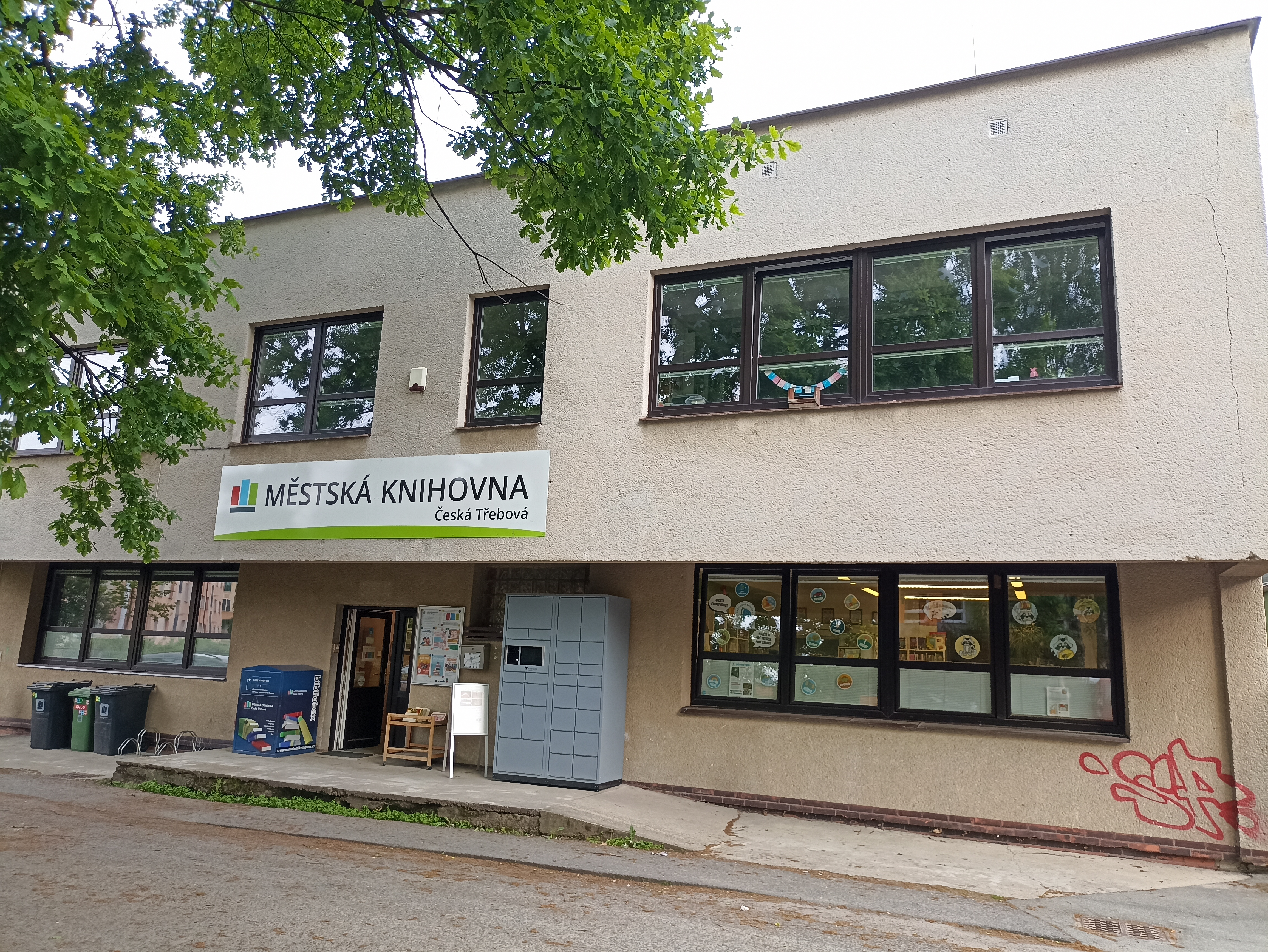
Městská knihovna Česká Třebová, rok 2023
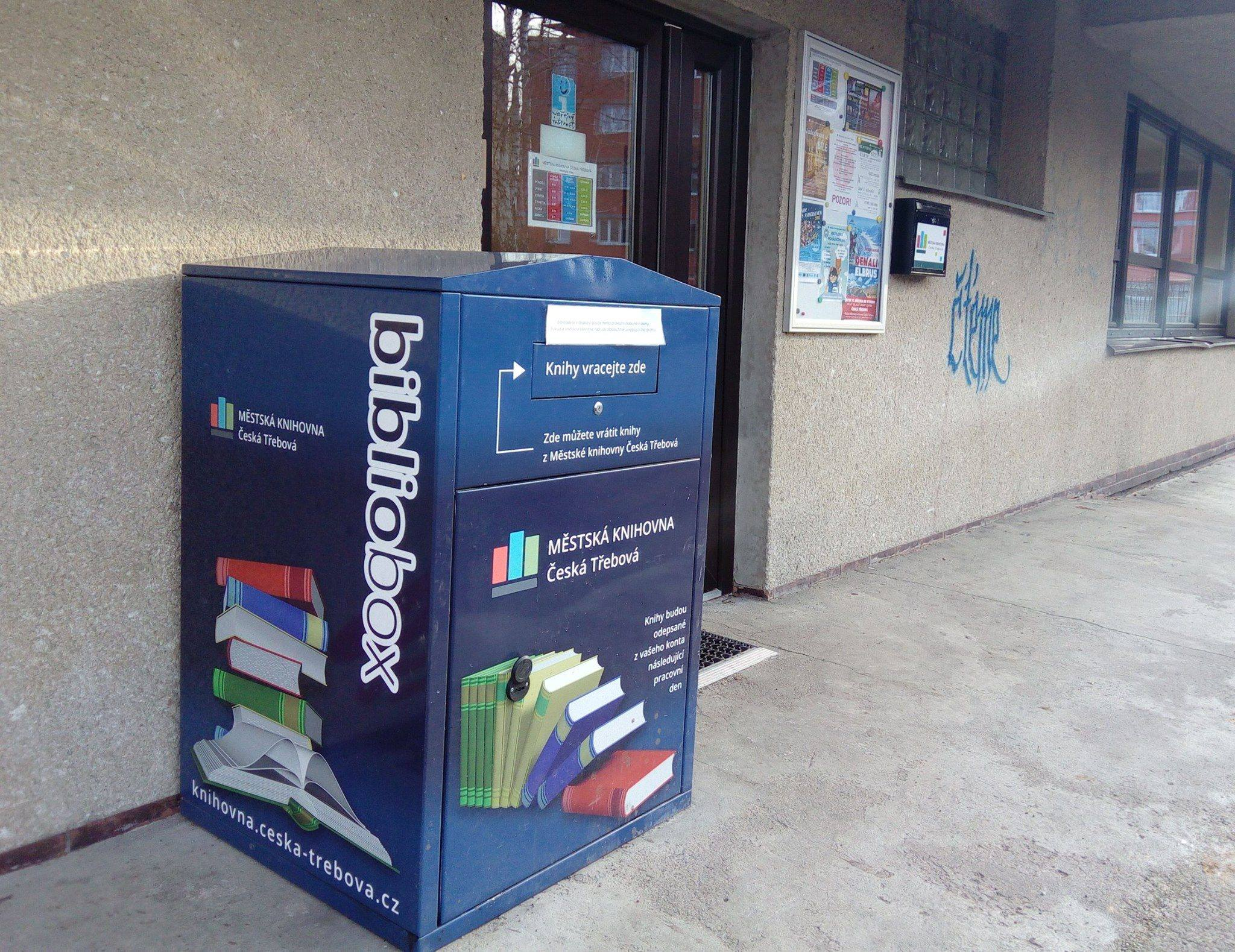
Bibliobox před knihovnou
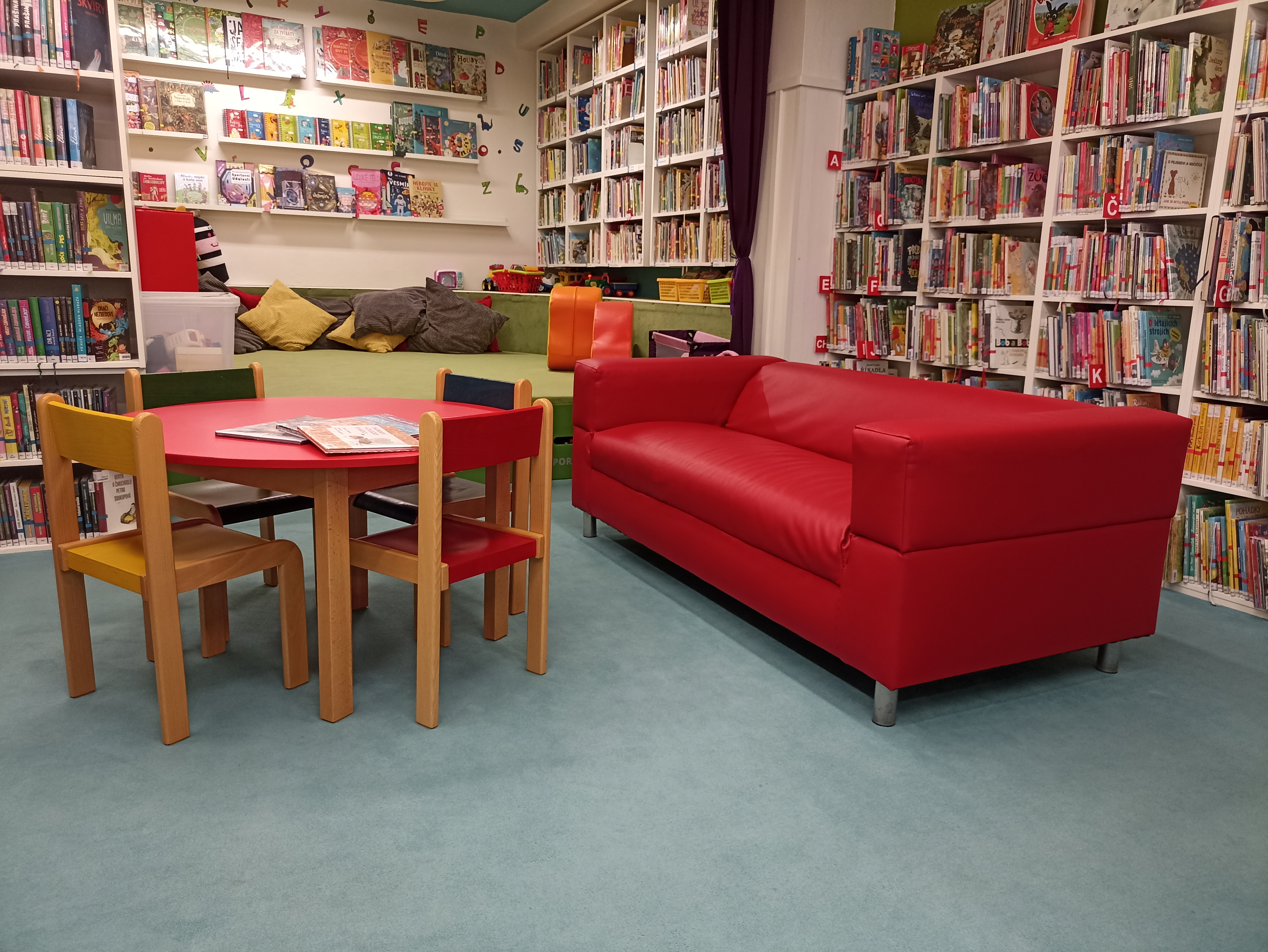
Město, oddělení pro děti
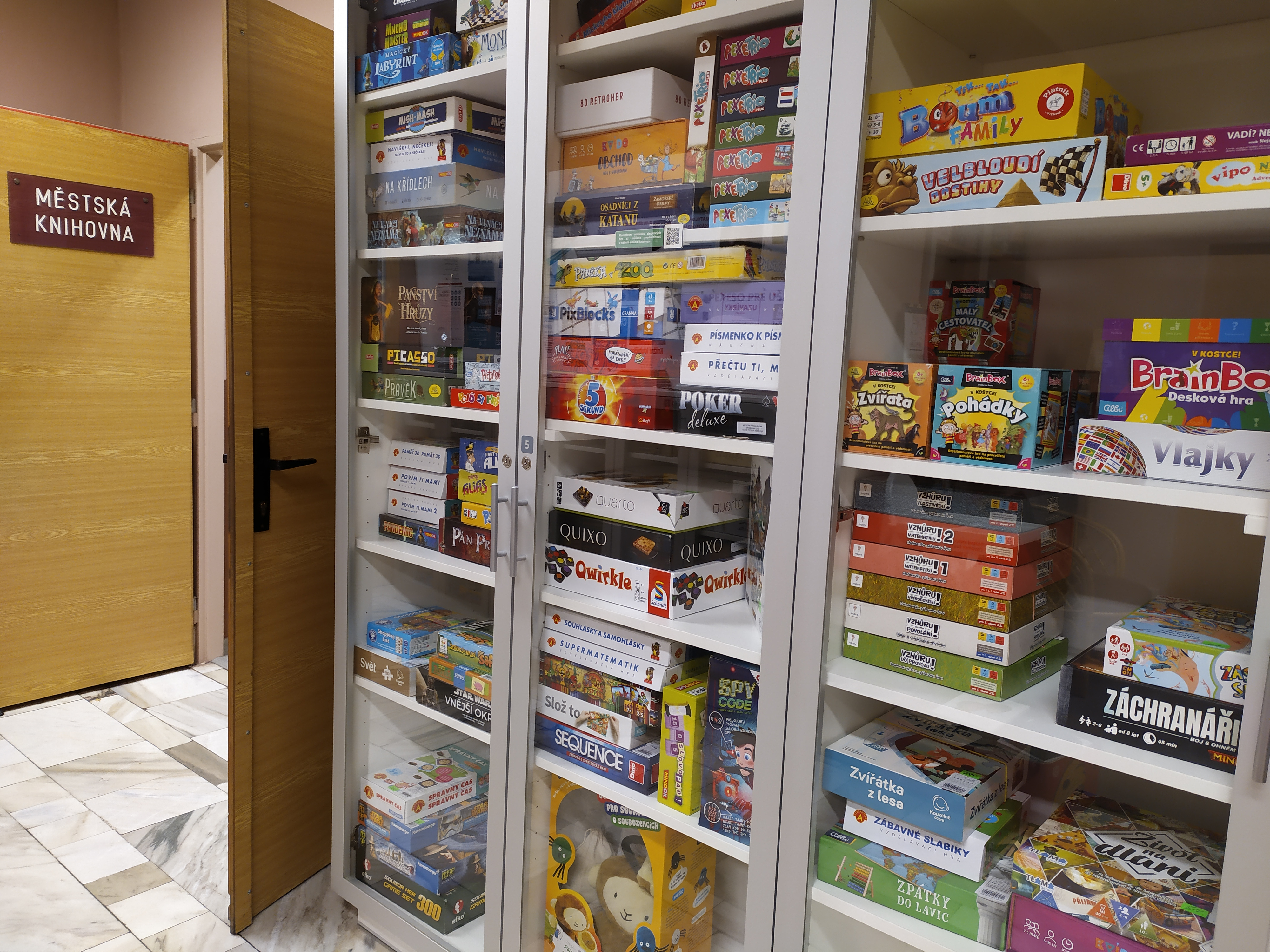
Deskové hry
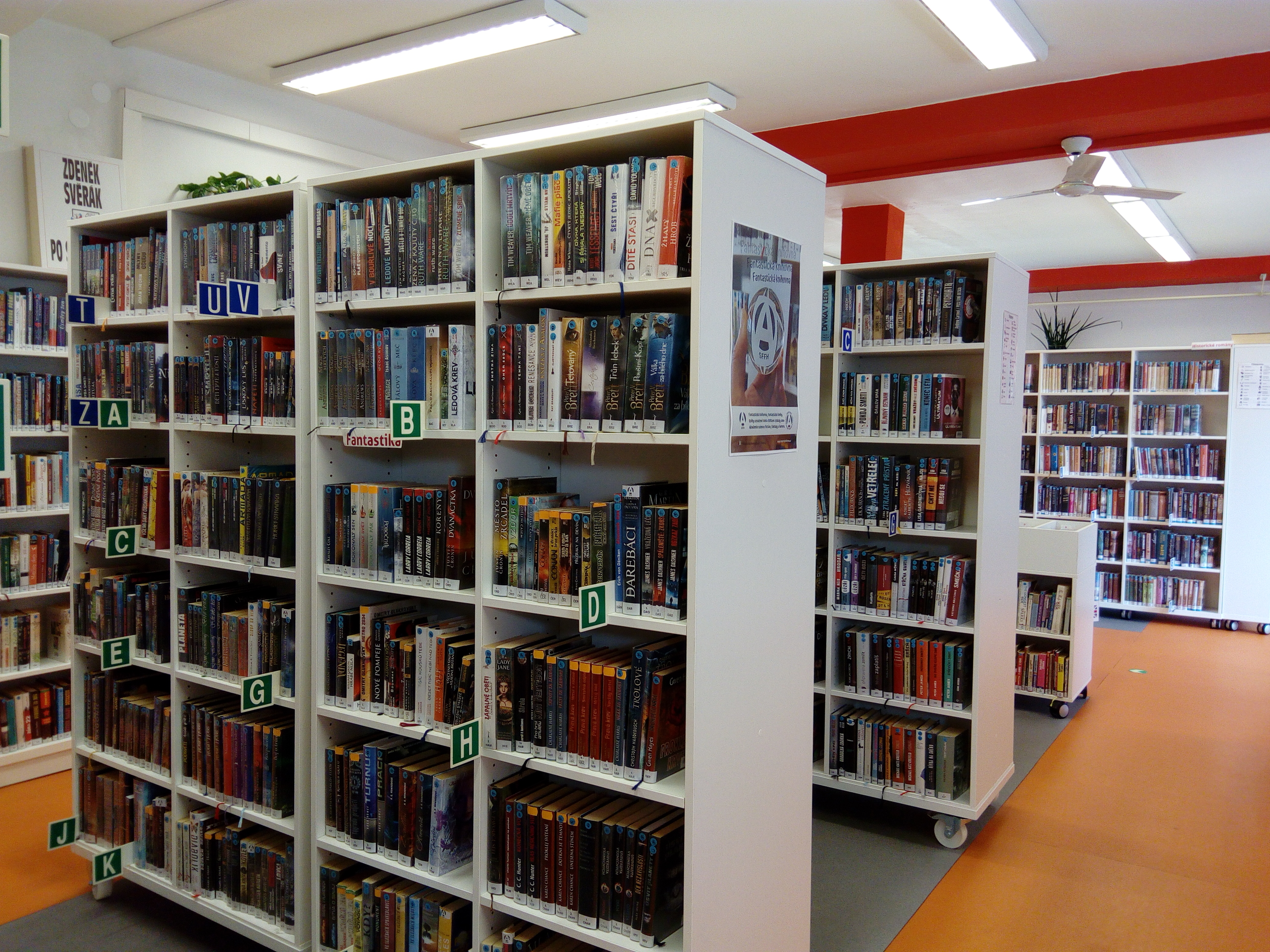
Město, oddělení pro dospělé
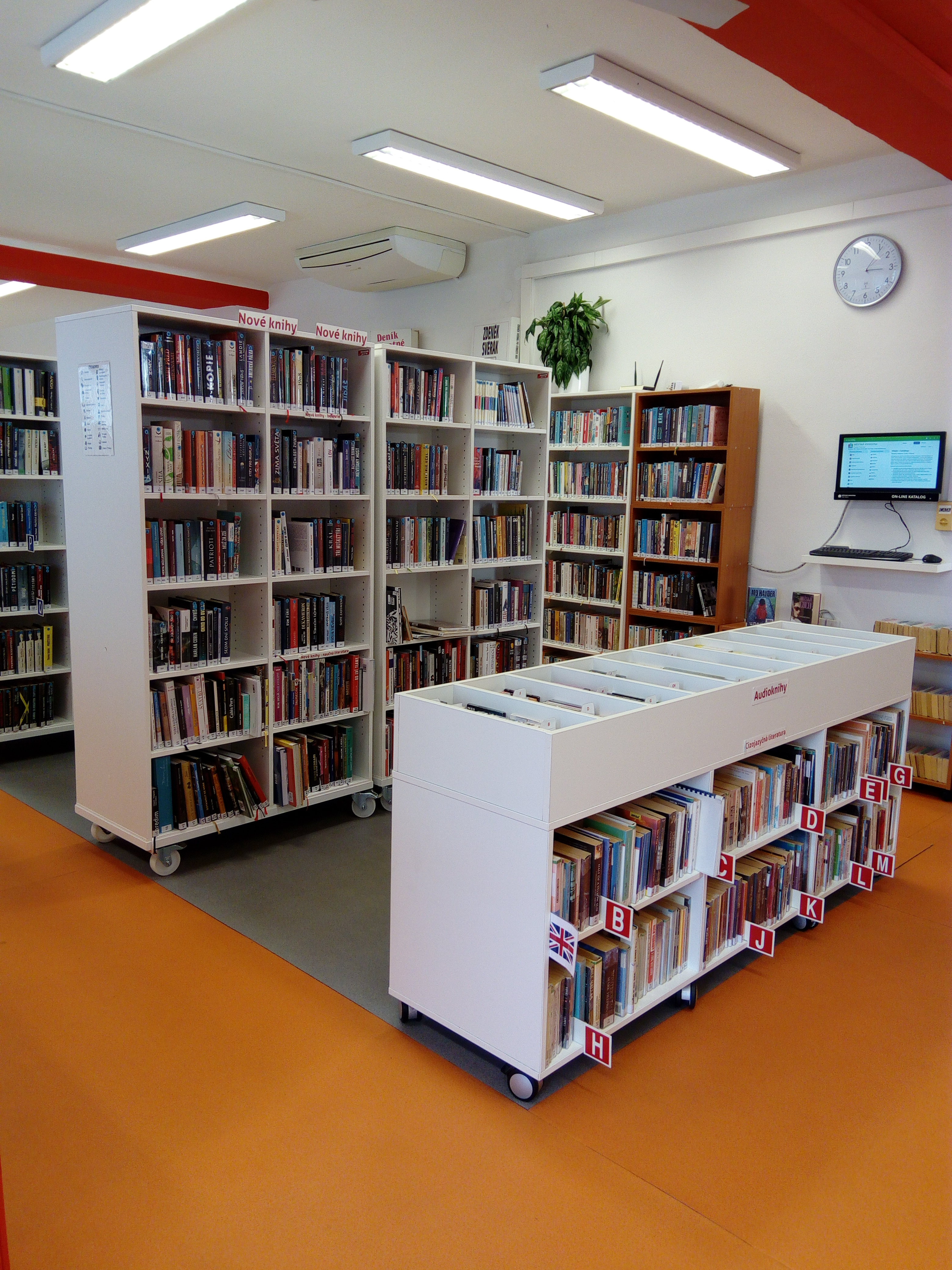
Město, oddělení pro dospělé
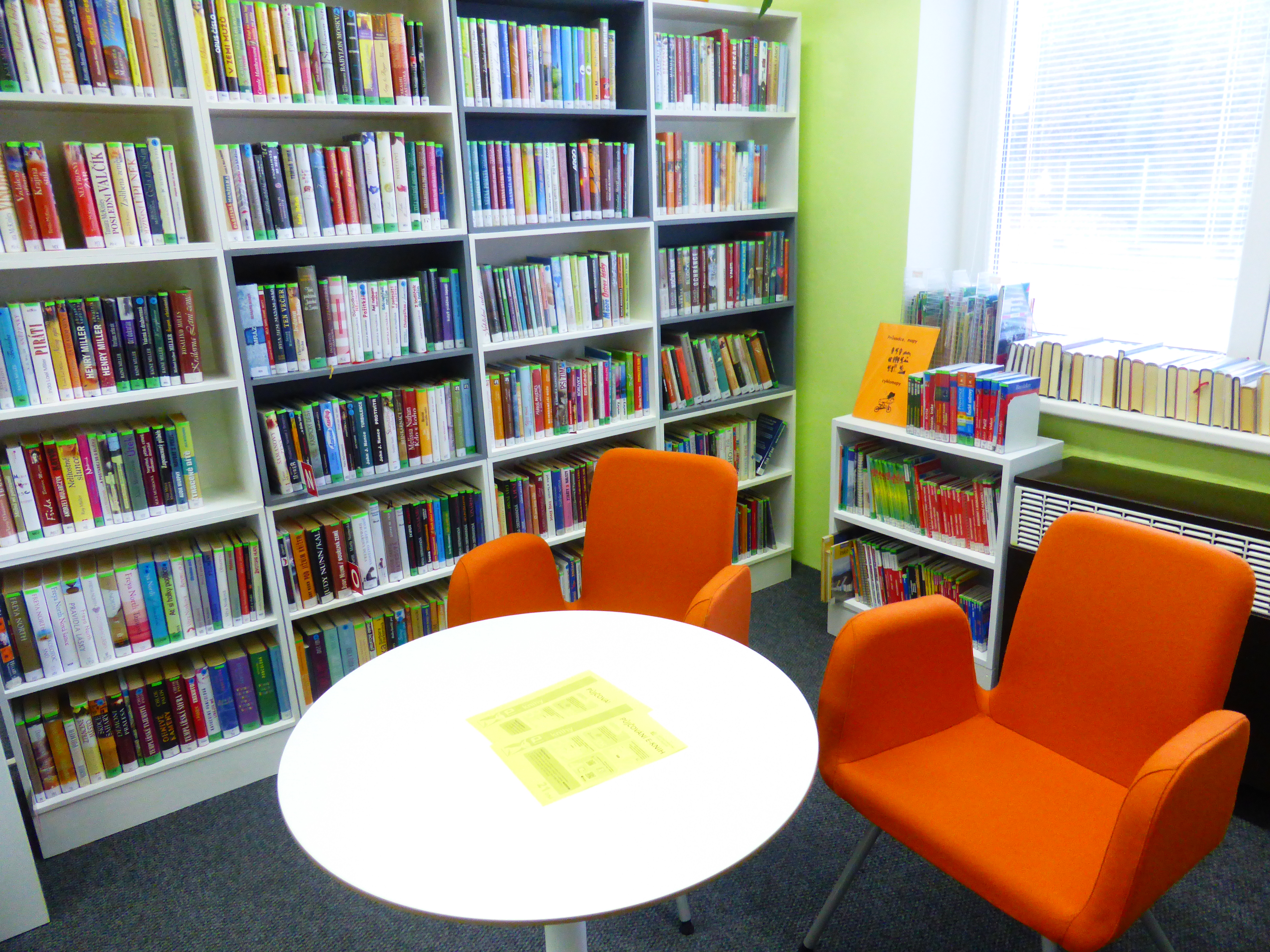
Pobočka Parník - oddělení pro dospělé (2016)
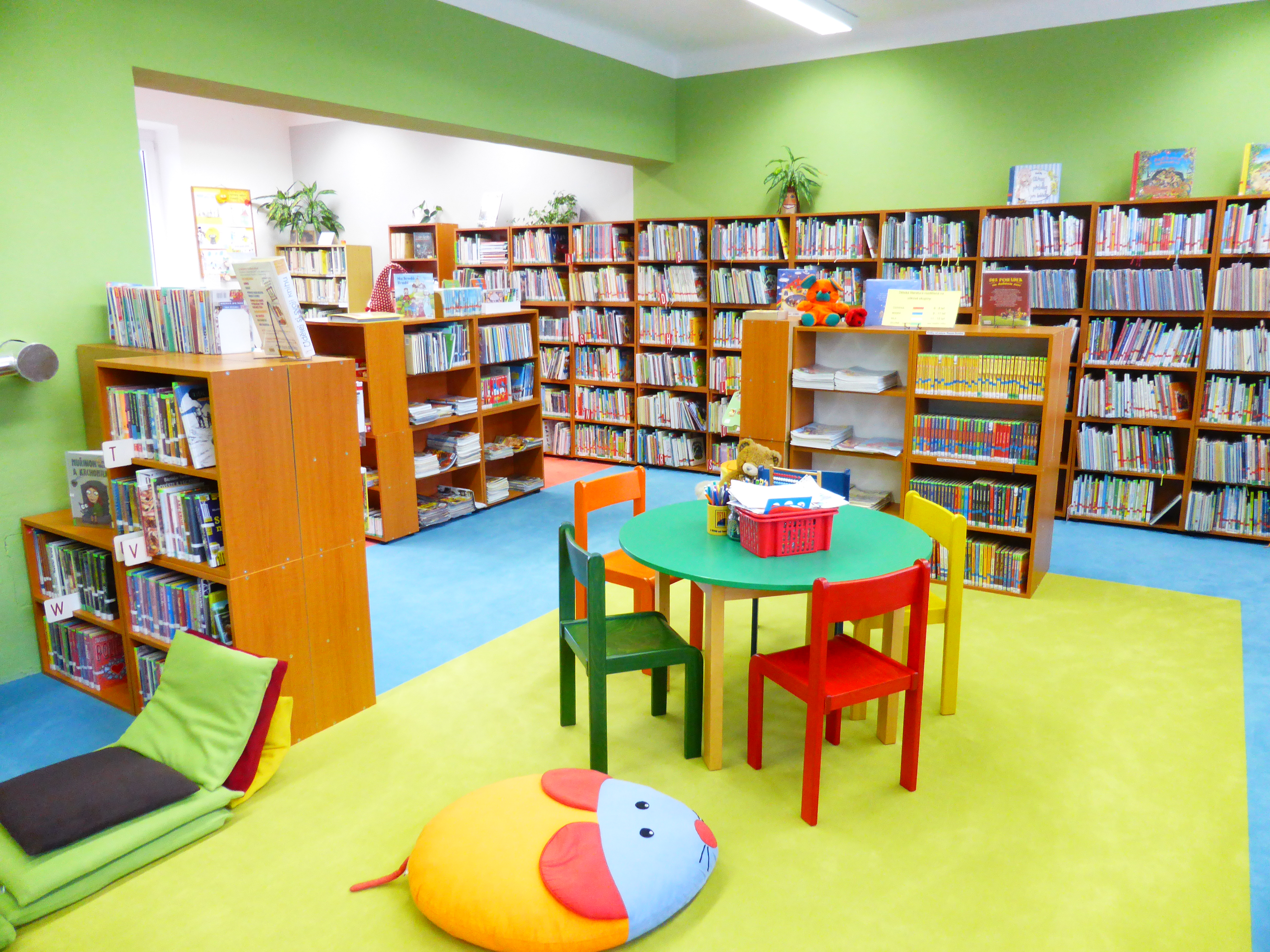
Pobočka Parník - oddělení pro děti (2016)

## Služby

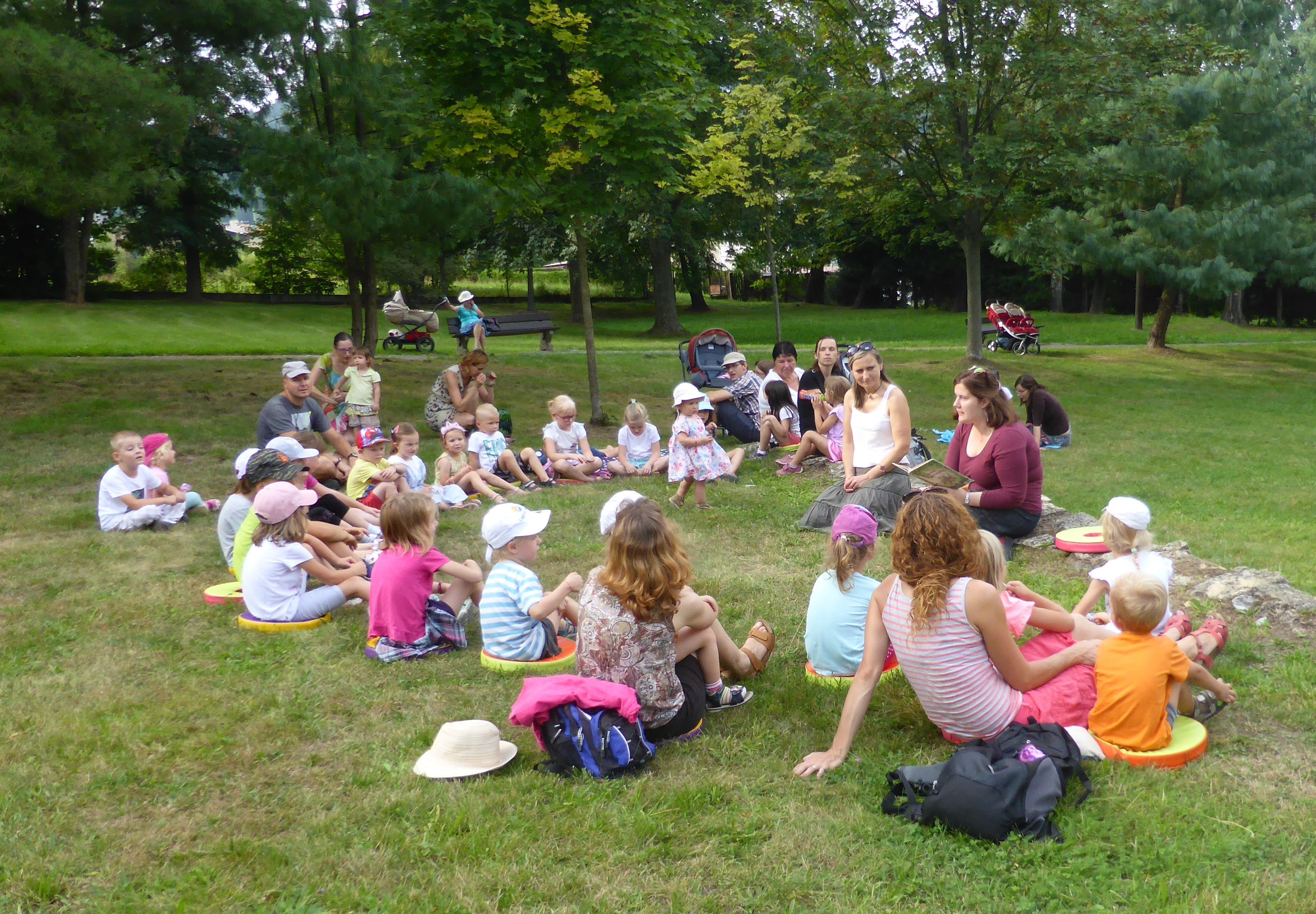
Matyldina knihovna v městském parku Javorka (2019)

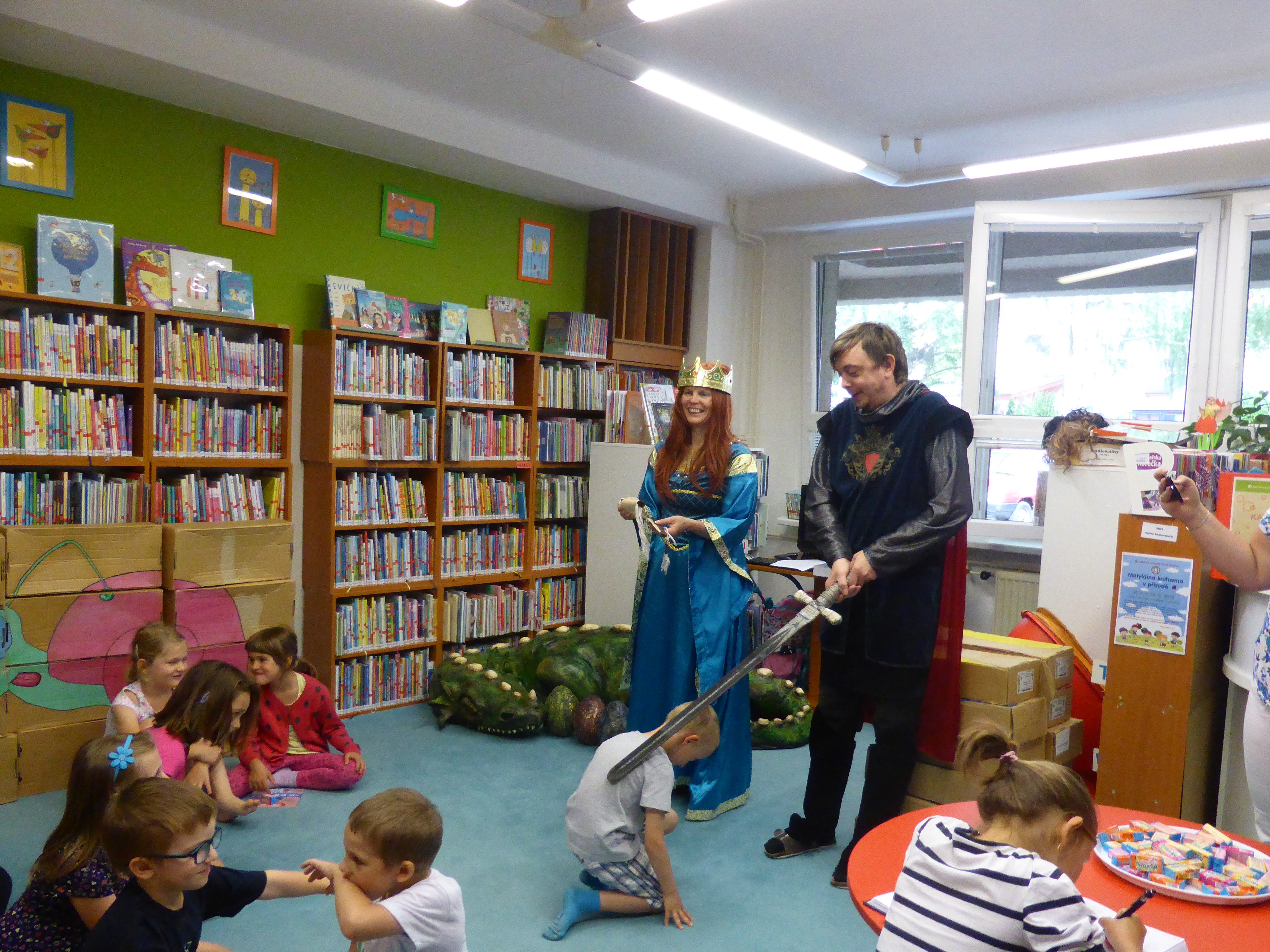
Pasování prvňáčků na čtenáře (2019)

Městská knihovna nabízí beletrii i naučnou literaturu, jak pro dospělé, tak pro děti a mládež. Kromě knih nabízí k vypůjčení různé tituly časopisů, komiksy, audioknihy, e-knihy a deskové hry. Umožňuje čtenářům přístup k internetu a připojení k wi-fi. Vracení knih je možné přes Bibliobox. Knihovní fond je rozdělen do 3 oddělení: pro děti, mládež (Teenspace) a dospělé (1. patro). V městské části zvané Parník je zřízena pobočka městské knihovny, kde je v přízemí oddělení pro dospělé a v 1. patře oddělení pro děti.
Knihovna zajišťuje absenční výpůjční a informační služby, zprostředkovává Meziknihovní výpůjční službu. Kromě informačních služeb knihovna pořádá také akce pro veřejnost, od dětí až po seniory. Mezi další nabízené služby patří dovoz knih do domu (primárně pro osoby se zdravotními problémy), obalování knih (učebnic), kopírování a tisk. Pravidelně vozí tituly pro občany také do Domova pro seniory a Domova s pečovatelskou službou.
Knihovna umožňuje vracení výpůjček přes Biblibox ve městě i na pobočce Parník.
Od roku 2023 jsou v provozu dva výdejní boxy knihovny.
Má funkci střediskové knihovny. Metodicky řídí 12 obecních knihoven v okolních obcích, obsazených dobrovolnými knihovníky, nakupuje a dodává jim výměnný knihovní fond. Jedná se o tyto obecní knihovny:
- Anenská knihovna
- Damníkov
- Kozlov
- Lhotka
- Přívrat
- Rybník
- Semanín
- Skuhrov
- Svinná
- Třebovice
- Vlčkov
- Zhoř

## Akce a projekty knihovny

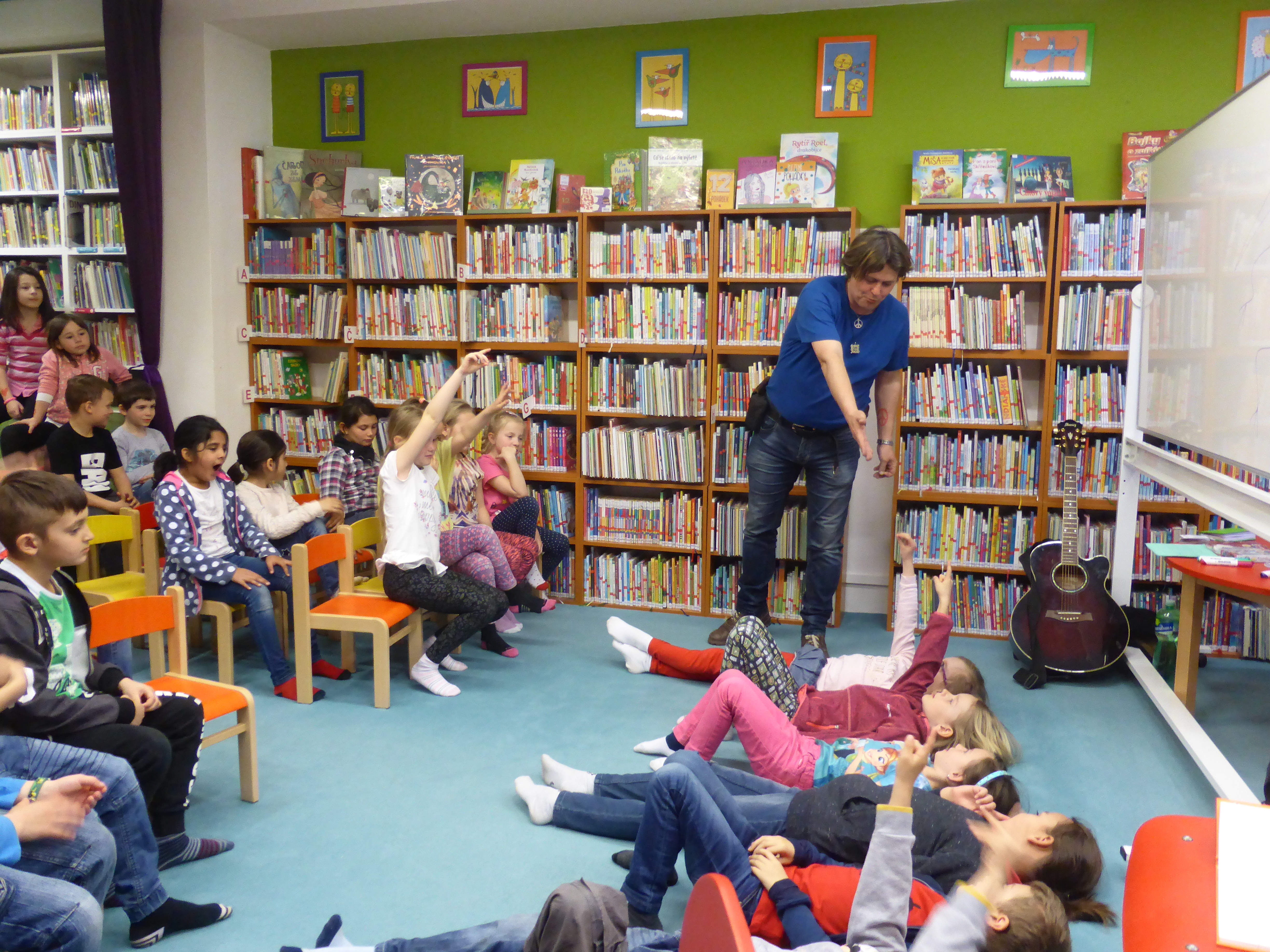
Beseda pro školní třídu (2019)

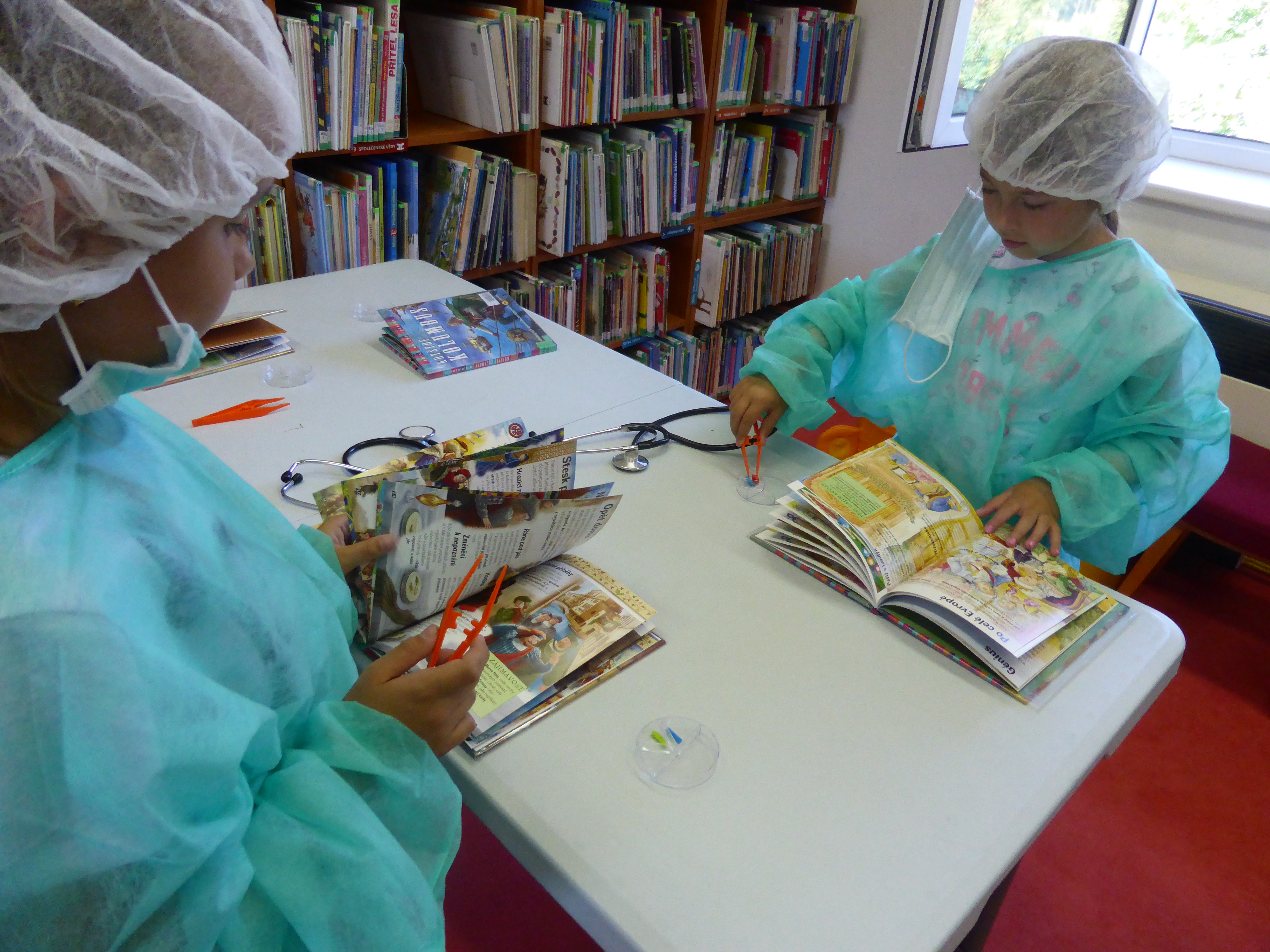
Program pro ZŠ na téma povolání (2019)

V knihovně se konají pravidelné akce pro malé čtenáře. Na oddělení pro děti probíhá každý měsíc Knižní klubíčko (0–4 let) a Matyldino pohádkohraní (4–9 let). Starší děti mohou na oddělení Teenspace využívat hrací dny (kdy jsou vypnuté počítače a hrají se stolní hry nebo se hraje na počítači, Xboxu či Virtuální realitě), navštěvovat DigiKlub anebo se účastnit různých výzev. Od roku 2007 také knihovna pořádá multikulturní festival Českotřebovský kohoutek. Za příznivého počasí se koná pod širým nebem - v místním parku Javorka. V předvánočním čase zve divadelní soubory z různých míst České republiky na Pohádkový listopad. Každou neděli se pro rodiny s dětmi koná představení, po kterém následuje tvořivá dílna.
Knihovna je zapojena do projektu Noc s Andersenem, Lovci perel a Knížka pro prvňáčka, jehož součástí je Pasování prvňáčků na čtenáře.
Podílí se na vzniku a rozvoji databáze Osobnosti regionů a projektu Digitální knihovna.
Zároveň nabízí vzdělávací programy pro žáky mateřských škol, základních škol a studenty středních škol, které kromě seznámení s knihovnou vysvětlují možná nebezpečí internetu či přibližuje komiksovou literaturu.
Pro dospělé se pořádají autorská čtení, počítačové kurzy pro začátečníky, besedy a cestovatelské přednášky, scénické čtení LiStOVání. Pozvání do knihovny v minulosti přijali např. Tereza Boučková, Jaroslav Dušek, Radek Jaroš nebo Vlastimil Vondruška.[zdroj?]

## Kniha na cestu
Dále poskytuje knihy pro projekt Kniha na cestu, který se realizoval v budově vlakového nádraží ve formě starého nefunkčního piana.[ujasnit] V prostorách nádraží si lze půjčovat a vracet knihy bez předchozí registrace, poplatků nebo stanovené výpůjční doby. Cestující může vypůjčenou knihu vrátit do jiné knihovničky v dalším městě nebo ji může přivézt zpátky.

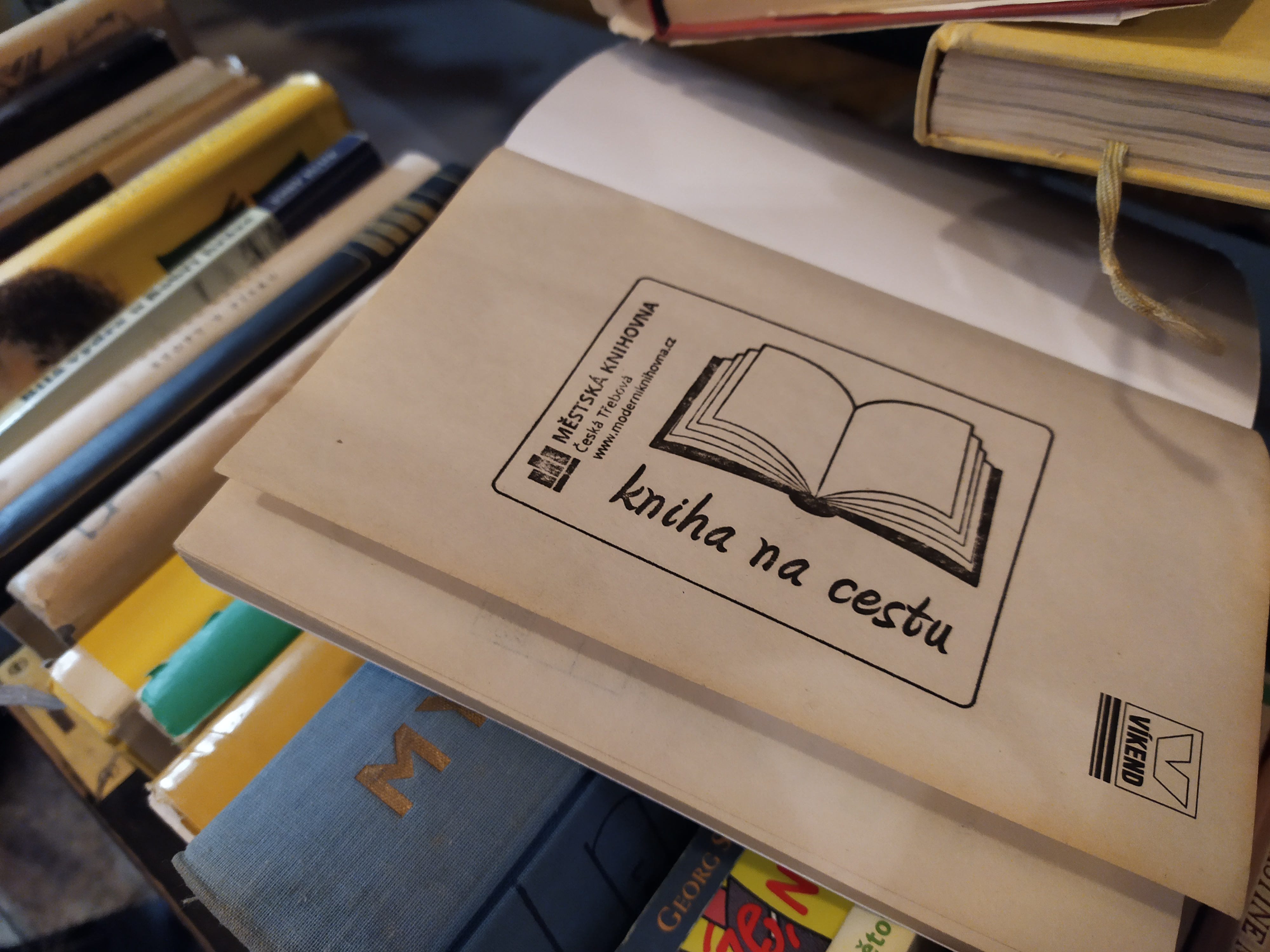

## Českotřebovský zpravodaj

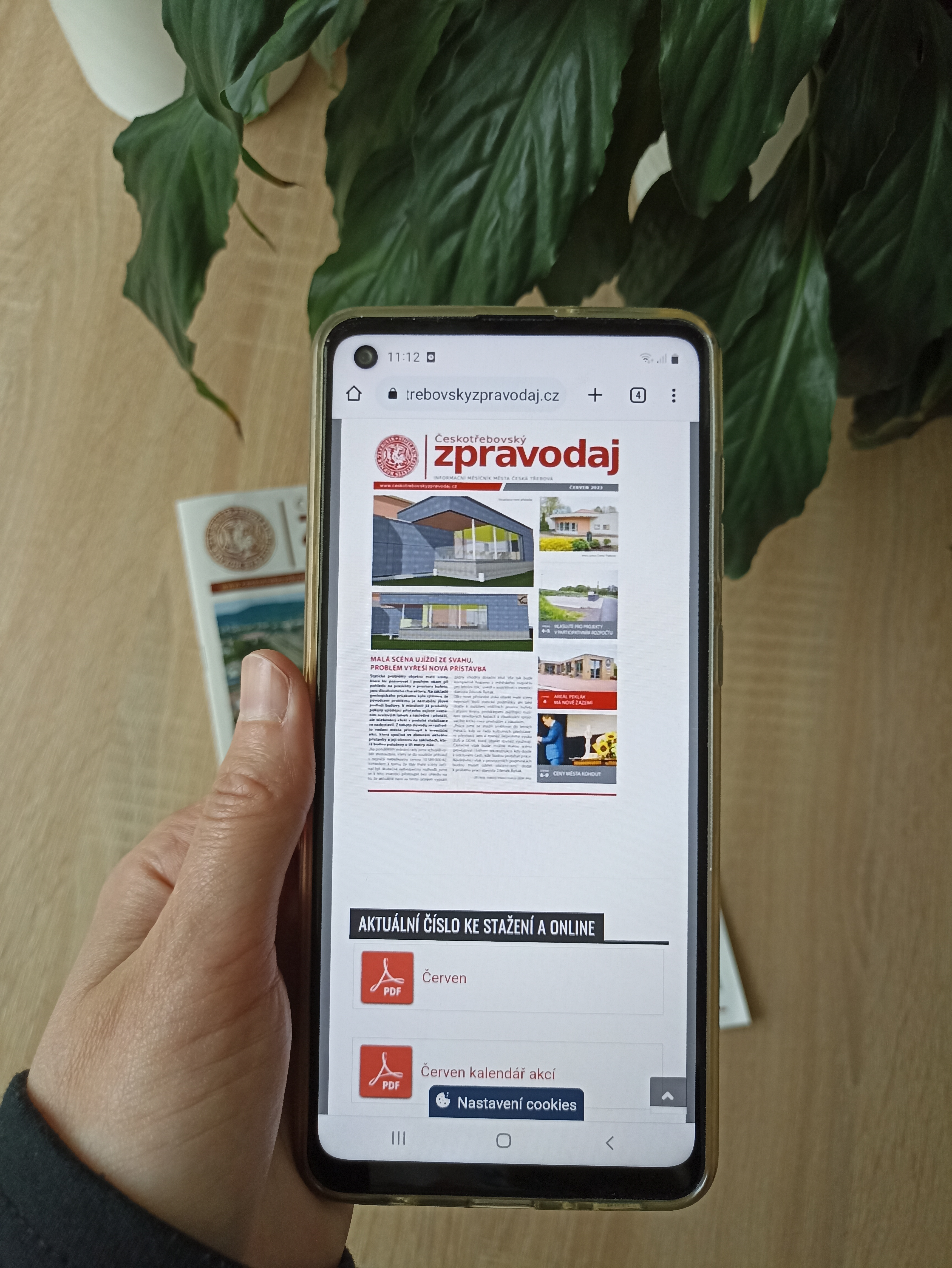
Českotřebovský zpravodaj

Od července 2016 do prosince 2019 vydávalo město Česká Třebová ve spolupráci s Městskou knihovnou Česká Třebová informační měsíčník pro občany města – Českotřebovské noviny. Od ledna 2020 došlo ke změně názvu na Českotřebovský zpravodaj.
Cílem je předávat občanům informace o dění ve městě Česká Třebová, z městského úřadu a od místních organizací v oblasti kultury, školství, volného času a sportu. Součástí je přehled plánovaných událostí v daném měsíci, tzv. kalendář akcí.
Českotřebovský zpravodaj je doručován do každé domácnosti v České Třebové, včetně místních částí Kozlov, Lhotka, Skuhrov a Svinná, poslední pracovní dny v měsíci.